# 北合歡山

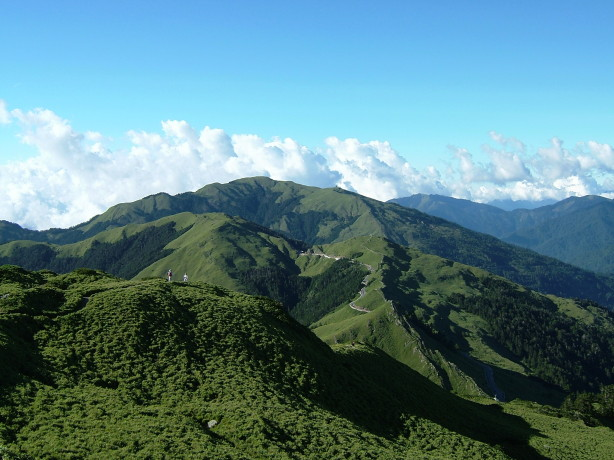
合歡群峰。近處為合歡東峰、遠處為合歡北峰。

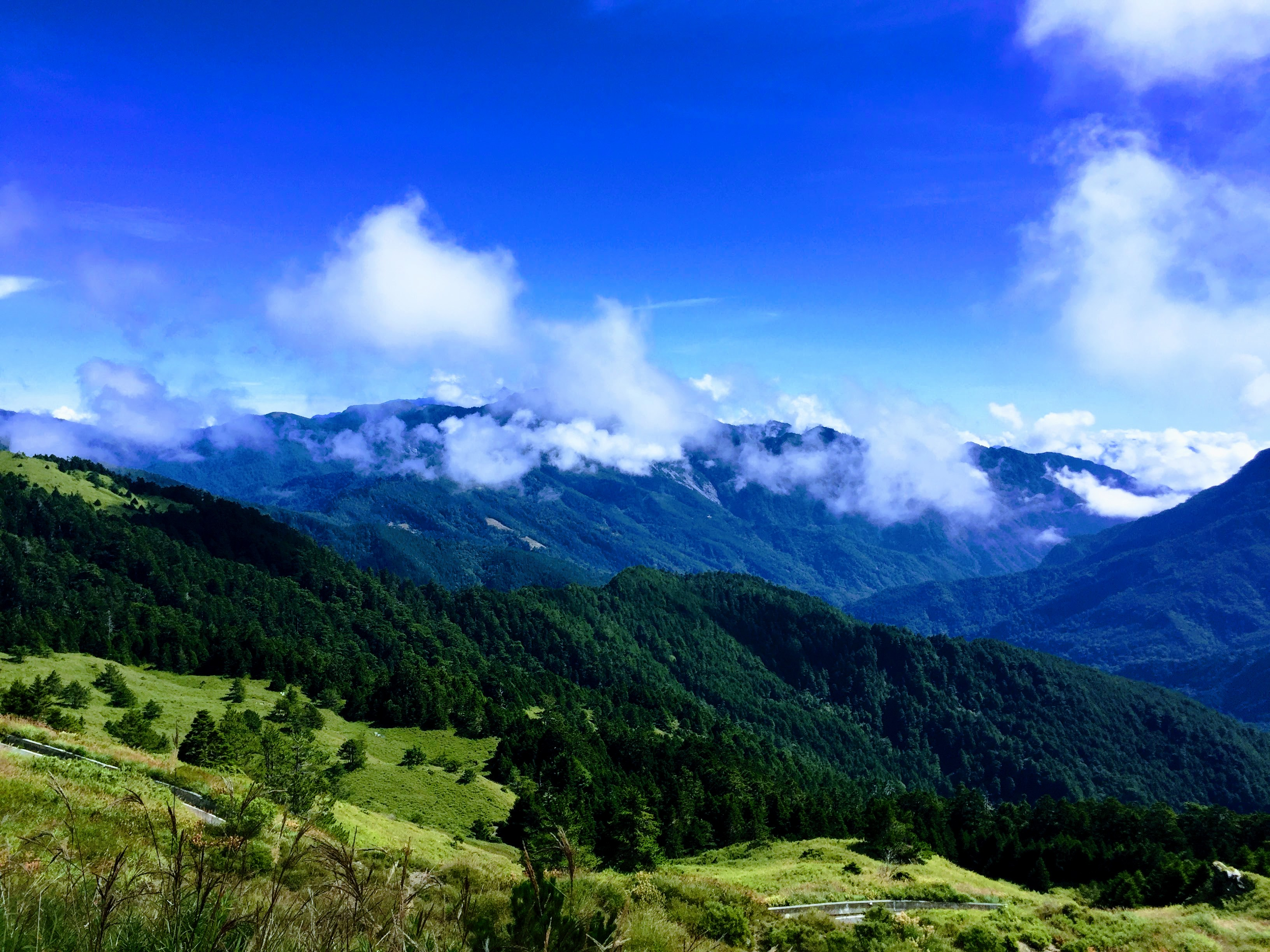
合歡山北峰

北合歡山，又稱合歡北峰、合歡山北峰，為台灣中央山脈北段主脊上合歡山群峰中的最高峰，山頂位於南投縣仁愛鄉榮興村、大同村之間，接近花蓮縣秀林鄉，太魯閣國家公園的邊界上，為台灣百岳之一，排名第34，海拔高度3,422公尺，為合歡群峰當中最高峰，山頂立有1451號二等三角點。中央山脈的主脊和花蓮縣邊界由離山頂東南方約600公尺處的山肩通過，此處設有從遠方可觀察到的反射板。其特色為中橫公路霧社支線（台14甲線）經過，蠻容易攀爬，來回約4.7公里，約需要4個小時路程。登頂途中高山草原及杜鵑花叢綿延不絕，景色壯麗；山頂視野遼闊，可以遠眺中央山脈與雪山山脈。北合歡山西伸的支稜連接西合歡山，由中央山脈主脊往東連接大禹嶺、畢祿山，往南連接石門山、合歡尖山、合歡東峰。